# 哈尔佩齐基翁军区
哈尔佩齐基翁 （希臘語：Χαρπεζίκιον）是拜占庭帝国的一座堡垒，也是10世纪时以之为中心设立的一个小型军区的名称。
哈尔佩齐基翁堡垒被认定为就是今日幼发拉底河以东的恰尔佩齐克堡（Çarpezik Kalesi），属土耳其，也有部分更早期的学家认为它是今日的哈尔普齐克（Harpuzik），在幼发拉底河以西，阿拉普吉尔西北16公里。
10世纪约翰·库尔库阿斯征服这一区域后，在此设立了与堡垒同名的军区。由于《典仪论》传抄过程中产生的混淆，一些现代学者认为它第一次出现在史料中是在935年拜占庭军远征南意大利时，不过尼古拉斯·依科诺米狄斯指出，它实际第一次被提及是在949年对克里特埃米尔国的战役中。
此军区的驻军员额仅有905人，但军官却不成比例的多：依据《埃斯科里亚尔职官录》（971或975年编制）的记载，其下有不少于22名“高级”中队长（τουρμάρχης）与47名“初级”中队长。在这份职官录中，该军区名列特弗里克军区与罗曼诺波利斯军区之间，这一记载也是该军区名最后一次在史料中出现，可能此后不久就废置了。

## 引用
1. ↑  Hild & Restle 1981，第86 (note 260)頁.
2. ↑  Oikonomides 1972，第359頁.
3. 1 2  Hild & Restle 1981，第86頁.
4. ↑  Oikonomides 1972，第241–242頁.
5. 1 2  ODB，"Charpezikion" (C. Foss), p. 415.
6. ↑  Oikonomides 1972，第345頁.
7. ↑  Oikonomides 1972，第267頁.